# Marco Coll
Marco Tulio Coll Tesillo (Barranquilla, 1935. augusztus 23. – Barranquilla, 2017. június 5.) válogatott kolumbiai labdarúgó, fedezet, edző.

## Pályafutása

### Klubcsapatban
1952 és 1954 között a Sporting csapatában kezdte a labdarúgást. 1955-ben az medellíni Independiente játékosa volt, ahol bajnoki címet nyert az együttessel. 1956 és 1959 között a Deportes Tolima, 1960-ban Bucaramanga, 1960 és 1964 között az América de Cali játékosa volt. 1965-ben visszatért a Deportes Tolima együtteséhez, ahol 1969-ig játszott. 1970-71-ben az Atlético Junior csapatában fejezte be az aktív labdarúgást.

### A válogatottban
1956 és 1962 között 11 alkalommal szerepelt a kolumbiai válogatottban és öt gólt szerzett. Részt vett az 1962-es chilei világbajnokságon. A szovjet válogatott elleni csoportmérkőzésen 4–1-es vereségre álltak, mikor Coll szögletből lőtt gólt Lev Jasinnak. A kolumbiai csapat még további két góllal 4–4-es döntetlent ért el.

### Edzőként
Az Atlético Junior csapatának több alkalommal volt a vezetőedzője (1973, 1975, 1981, 1982)

## Sikerei, díjai
Independiente
- Kolumbiai bajnokság
  - bajnok: 1955